# Crabronidae
Crabronidae là một họ ong bao gồm hầu hết các loài mà trước đây thuộc liên họ Tò vò (Sphecoidea). Họ này bao gồm khoảng 200 chi, và 9000 loài.

## Phân loại
- Phân họ Astatinae Lepeletier de Saint Fargeau, 1845 (bao gồm Dinetinae)

- Astata (Latreille, 1797)
- Diploplectron W. Fox, 1893
- Dryudella Spinola, 1843
- Uniplectron F. Parker, 1966

- Phân họ Bembicinae Latreille, 1802

- Tông Bembicini Latreille, 1802

- * Bembicina Latreille, 1802
- * Exeirina Dalla Torre, 1897
- * Gorytina Lepeletier de Saint Fargeau, 1845
- * Handlirschiina Nemkov and Lelej, 1996
- * Heliocausina Handlirsch, 1925
- * Stizina A. Costa, 1859

- Bembix Fabricius 1775
- Zyzzyx Pate 1937, etc.

- Tông Gorytini

- Sphecius

- Phân họ Crabroninae Latreille, 1802 (bao gồm Eremiaspheciinae)

- Crabro
- Aha
- Dalara

- Phân họ Dinetinae W. Fox, 1895
- Phân họ Eremiaspheciinae Menke, 1967
- Phân họ Mellininae Latreille, 1802

- Mellinus
- Xenosphex

- Phân họ Pemphredoninae Dahlbom, 1835

- Microstigmus
- Pemphredon

- Phân họ Philanthinae Latreille, 1802

- Cerceris
- Philanthus

## Hình ảnh

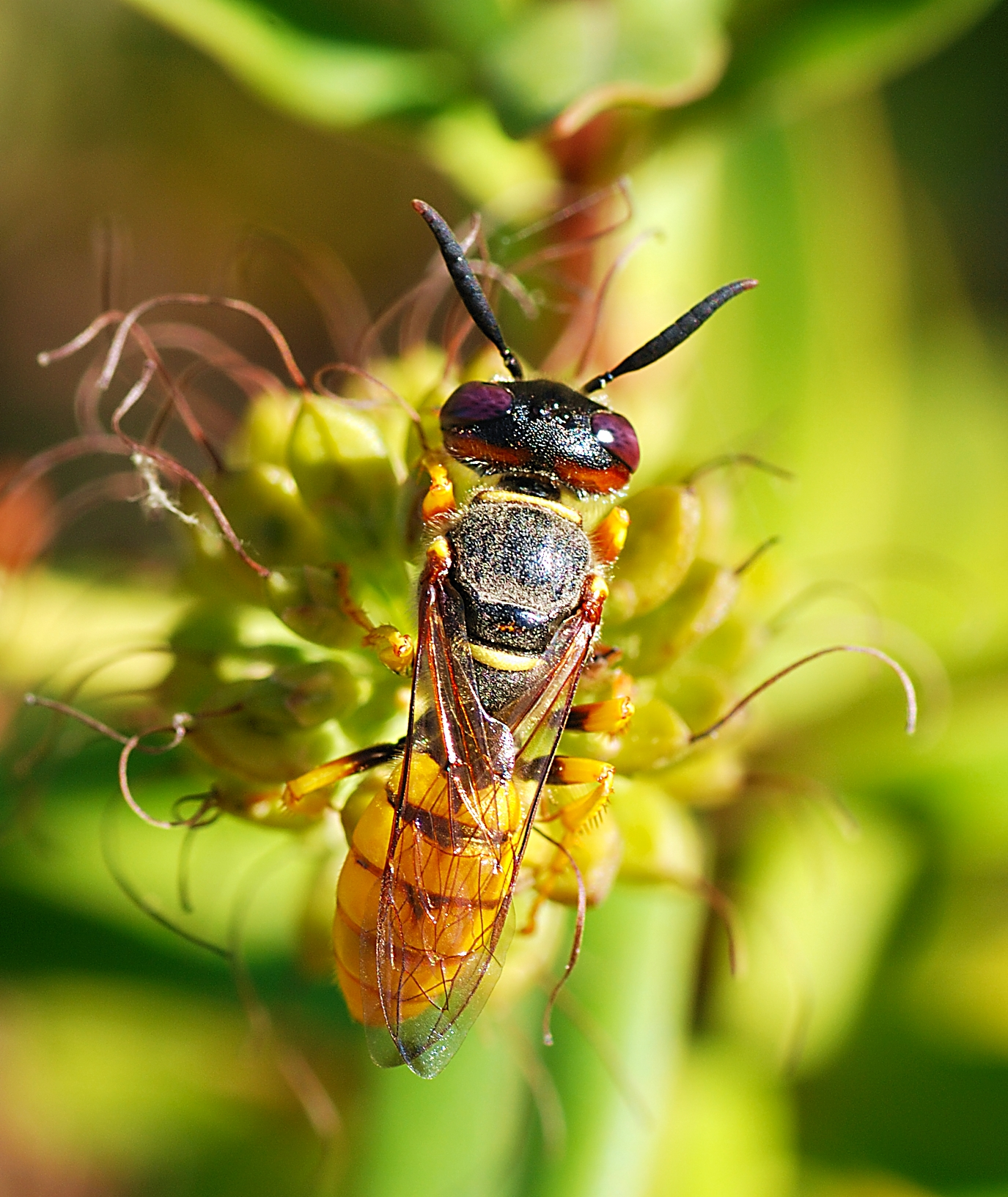
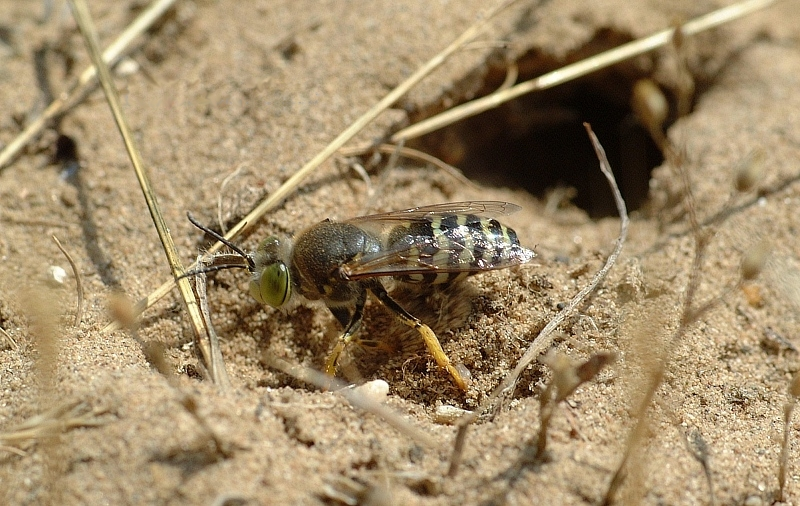
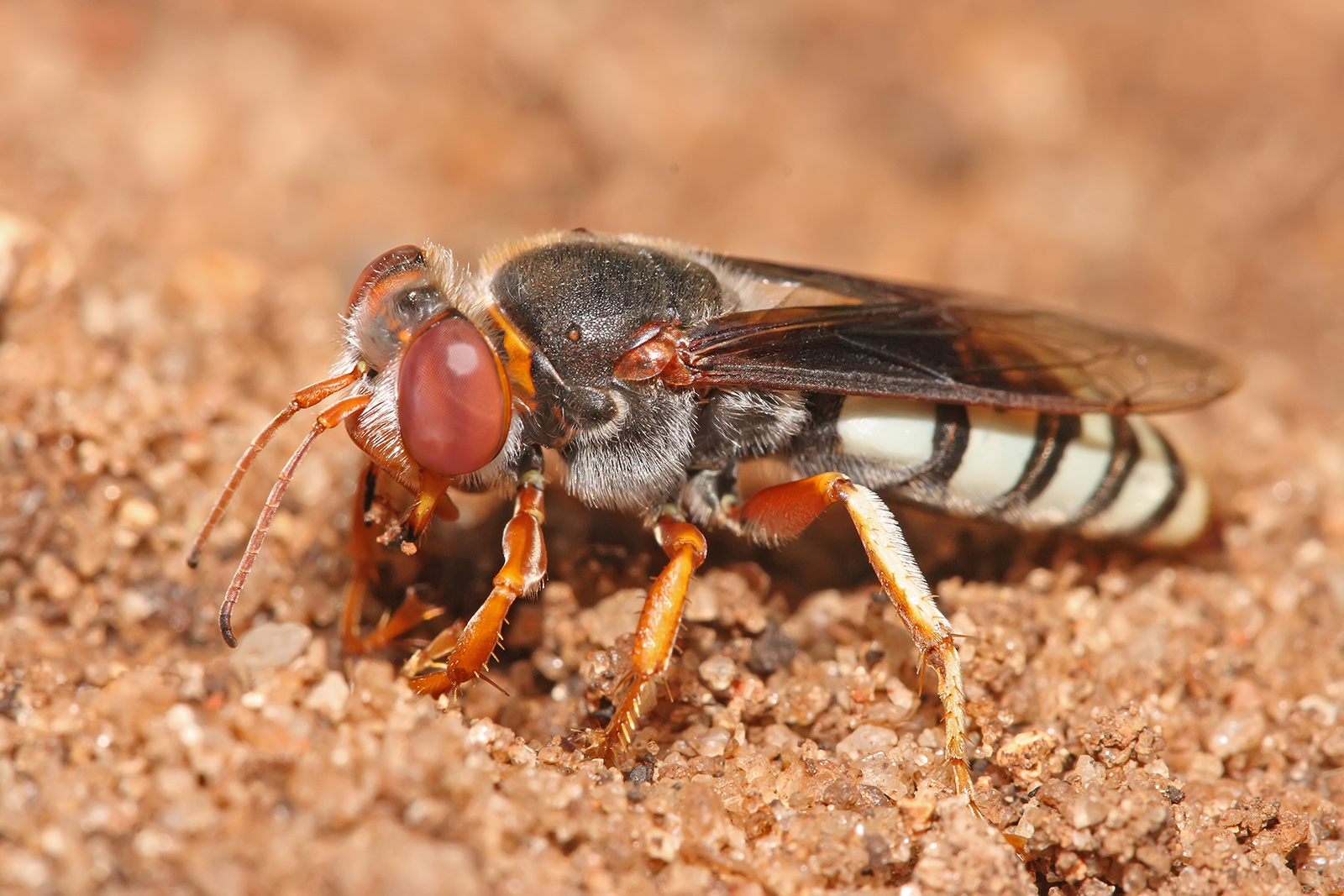
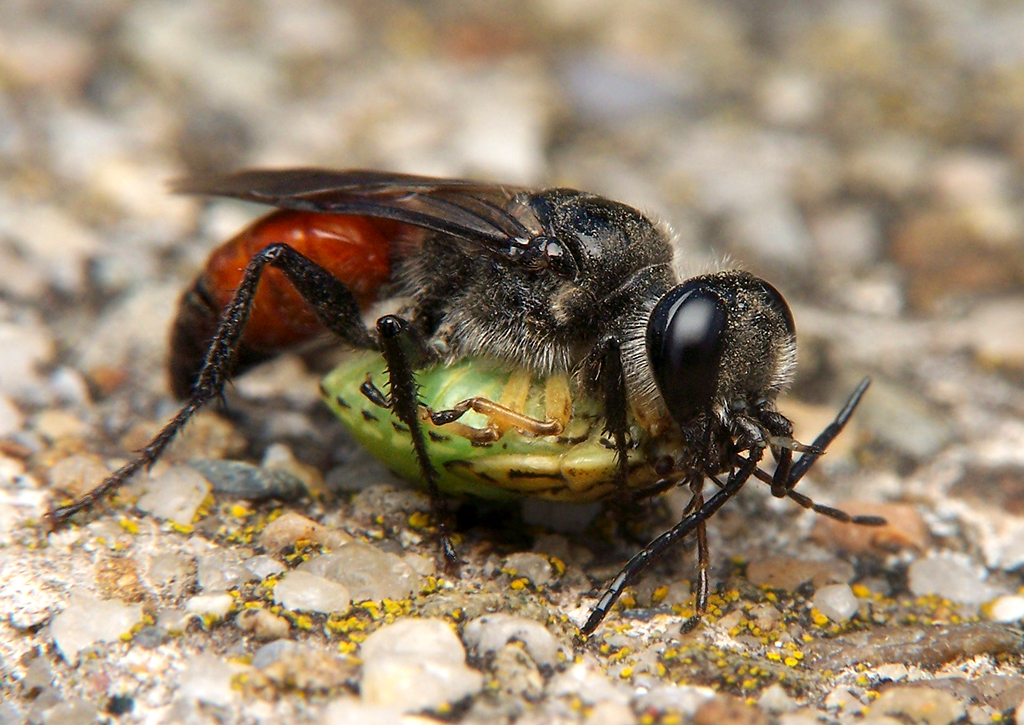